# 桃山台 (神戸市)
桃山台（ももやまだい）は、兵庫県神戸市垂水区にある町名。一丁目から七丁目がある。郵便番号は655-0854。

## 地理
垂水区の東端に位置する住宅地域である。住友不動産が造成した団地がほとんどを占める。南部、北部には県営団地がある。東は須磨区多井畑、下畑町、南は下畑町、名谷町、西は名谷町、つつじが丘、北は下畑町の飛地部分に接している。地番整理済区域である。三丁目に神戸市立下畑台小学校、四丁目に神戸市立桃山台中学校がある。

## 歴史
1973年（昭和48年）から1979年（昭和54年）にかけて、住友不動産によって造成された。1978年（昭和53年）に、下畑町、名谷町の各一部から桃山台一〜六丁目が成立した。桃山台となった下畑町の小字のうち、茶ノ木山、金床山、笹山、蓬莱は現在公園名として残されている。1983年（昭和58年）から1986年（昭和61年）に、下畑町字松山・字美ノ谷、名谷町字権行司など、つつじが丘一〜七丁目の各一部が編入されて、一〜七丁目となった。

### 地名の由来
佳名である。下畑町の山林に山桃が多く見られたことに由来する。

### 町名の変遷
| 実施後       | 実施年月日         | 実施前（各町ともその一部）           |
| ------------ | ------------------ | ------------------------------------ |
| 桃山台一丁目 | 1978年（昭和53年） | 下畑町、名谷町、つつじが丘一〜七丁目 |
| 桃山台二丁目 | 1978年（昭和53年） | 下畑町、名谷町、つつじが丘一〜七丁目 |
| 桃山台三丁目 | 1978年（昭和53年） | 下畑町、名谷町、つつじが丘一〜七丁目 |
| 桃山台四丁目 | 1978年（昭和53年） | 下畑町、名谷町、つつじが丘一〜七丁目 |
| 桃山台五丁目 | 1978年（昭和53年） | 下畑町、名谷町、つつじが丘一〜七丁目 |
| 桃山台六丁目 | 1978年（昭和53年） | 下畑町、名谷町、つつじが丘一〜七丁目 |
| 桃山台七丁目 | 1983年（昭和58年） | 下畑町、名谷町、つつじが丘一〜七丁目 |

## 世帯数と人口
2021年（令和3年）12月31日現在の世帯数と人口は以下の通りである。
| 町丁         | 世帯数    | 人口    |
| ------------ | --------- | ------- |
| 桃山台一丁目 | 611世帯   | 1,349人 |
| 桃山台二丁目 | 346世帯   | 824人   |
| 桃山台三丁目 | 438世帯   | 1,007人 |
| 桃山台四丁目 | 281世帯   | 633人   |
| 桃山台五丁目 | 593世帯   | 1,269人 |
| 桃山台六丁目 | 279世帯   | 637人   |
| 桃山台七丁目 | 292世帯   | 703人   |
| 計           | 2,840世帯 | 6,449人 |

## 小・中学校の校区
市立小・中学校に通う場合、校区は以下の通りとなる。
| 丁目   | 番地 | 小学校               | 中学校               |
| ------ | ---- | -------------------- | -------------------- |
| 一丁目 | 全域 | 神戸市立下畑台小学校 | 神戸市立桃山台中学校 |
| 二丁目 | 全域 | 神戸市立下畑台小学校 | 神戸市立桃山台中学校 |
| 三丁目 | 全域 | 神戸市立下畑台小学校 | 神戸市立桃山台中学校 |
| 四丁目 | 全域 | 神戸市立下畑台小学校 | 神戸市立桃山台中学校 |
| 五丁目 | 全域 | 神戸市立下畑台小学校 | 神戸市立桃山台中学校 |
| 六丁目 | 全域 | 神戸市立下畑台小学校 | 神戸市立桃山台中学校 |
| 七丁目 | 全域 | 神戸市立下畑台小学校 | 神戸市立桃山台中学校 |

## 交通
山陽バス、神戸市バスが路線バスを運行している。山陽バスは地域と三宮・神戸空港方面を接続している。

### バス
つつじが丘3丁目、桃山台3丁目、桃山台、桃山台南口の各停留所がある。
| 系統 | 起点       | 経由バス停               | 終点       |
| ---- | ---------- | ------------------------ | ---------- |
| 15   | 名谷駅     | 奥畑 あみだ堂 桃山台     | 青山台     |
| 22   | つつじが丘 | 堀割 桃山台              | 垂水東口   |
| 23   | 垂水東口   | 千鳥が丘下 青山台 桃山台 | つつじが丘 |

| 系統 | 起点     | 経由バス停                     | 終点   |
| ---- | -------- | ------------------------------ | ------ |
| 15   | 名谷駅前 | 北須磨高校前 つつじが丘 桃山台 | 青山台 |

### 道路
都道府県道
- 兵庫県道21号神戸明石線

## 施設
教育

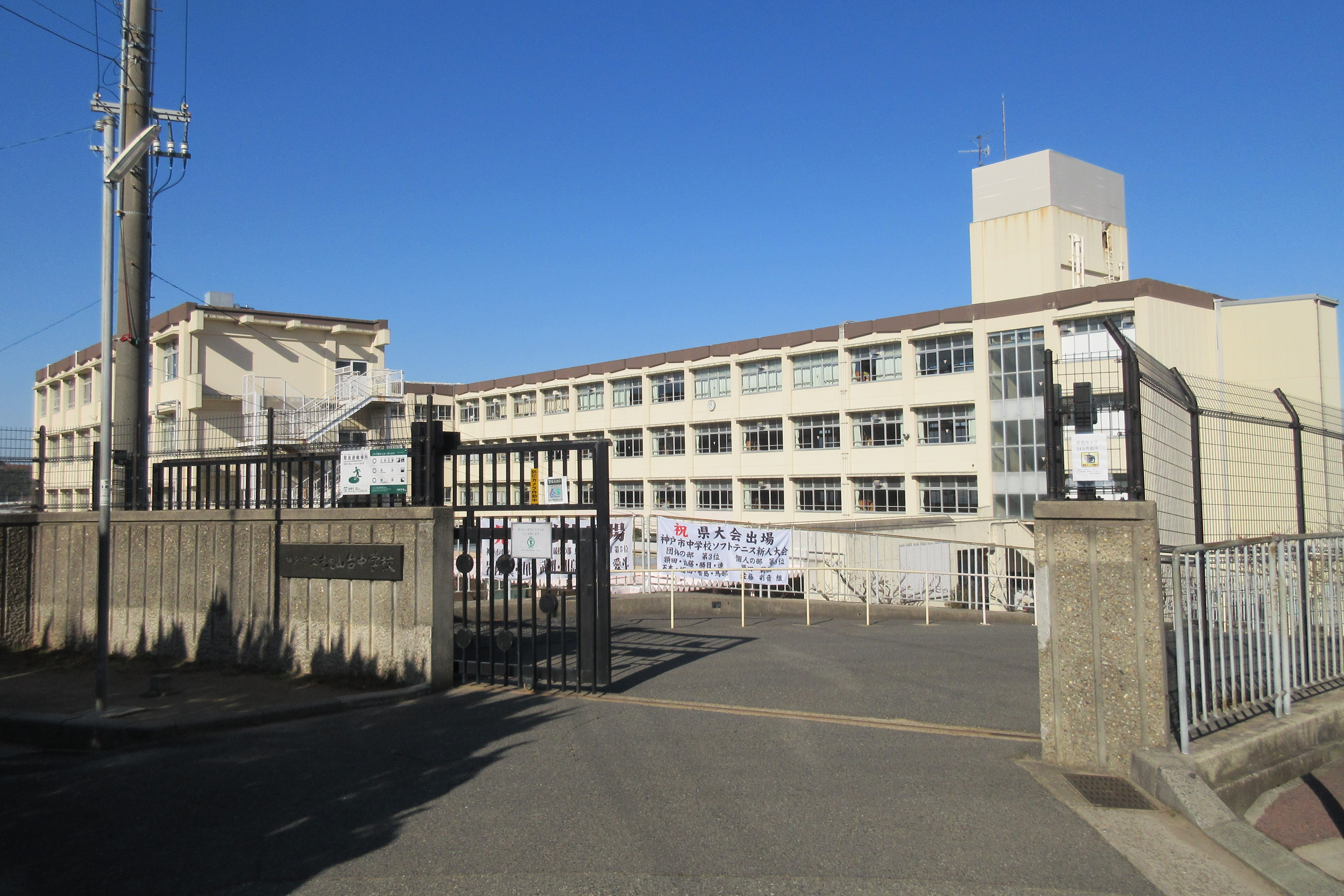
神戸市立桃山台中学校

- 神戸市立下畑台小学校 - 桃山台三丁目20番地
- 神戸市立桃山台中学校 - 桃山台四丁目8番地

公共
- 桃山台公園 - 桃山台三丁目21番地

生協
- コープ桃山台 - 桃山台三丁目23番地の3

郵便局
- 神戸桃山台郵便局 - 桃山台三丁目12番地の5